# Vlasina Stojkovićeva
Vlasina Stojkovićeva (en serbe cyrillique : Власина Стојковићева) est un village de Serbie situé dans la municipalité de Surdulica, district de Pčinja. Au recensement de 2011, il comptait 169 habitants.

## Démographie
| 1948  | 1953  | 1961  | 1971 | 1981 | 1991 | 2002 | 2011 |
| ----- | ----- | ----- | ---- | ---- | ---- | ---- | ---- |
| 1 359 | 1 279 | 1 084 | 764  | 489  | 287  | 252  | 169  |

|  |